# بيتر غراهام (لاعب كريكت)
بيتر غراهام (27 ديسمبر 1920 - 2 مارس 2000) (بالإنجليزية: Peter Graham)‏ هو لاعب كريكت بريطاني وبريطاني (وحمل سابقاً جنسية المملكة المتحدة لبريطانيا العظمى وأيرلندا). لعب مع نادي مقاطعة سومرست للكريكت ‏.